# August Daniel von Binzer

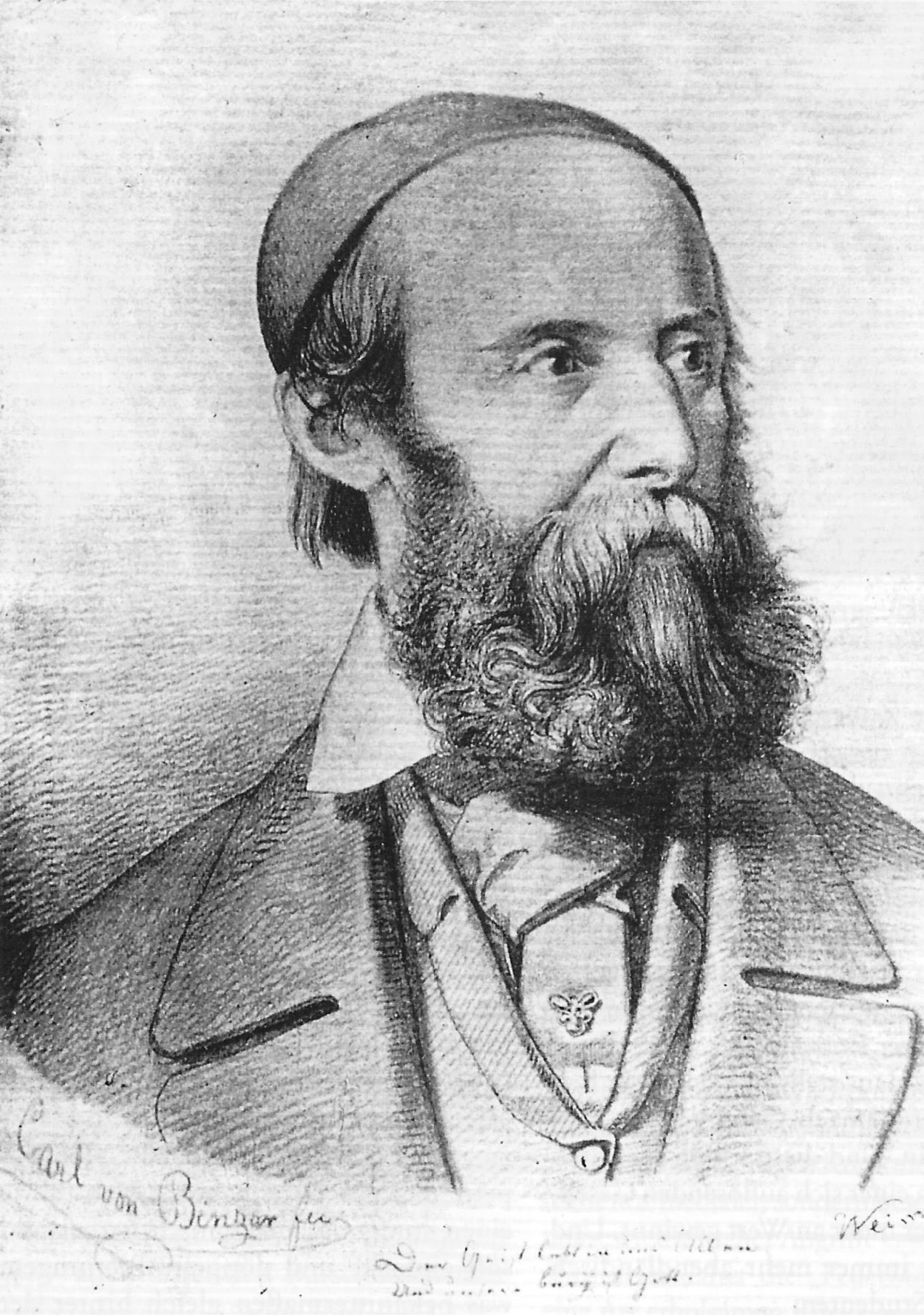
August von Binzer

Freiherr August Daniel von Binzer (* 30. Mai 1793 in Kiel; † 20. März 1868 in Neisse, Schlesien) war ein deutscher Dichter, Journalist und Urburschenschafter.

## Herkunft
August Daniel war das einzige Kind des dänischen Generalmajors Johann Ludwig Jacob Freiherr von Binzer (* 14. Februar 1746 im hessischen Langenselbold; † 11. November 1811 in Kiel) und seiner Frau Margaretha Elisabeth Louise Ericius (* 7. Februar 1760 in Schleswig; † 21. September 1839 in Kiel).

## Leben
Binzer studierte an der Christian-Albrechts-Universität zu Kiel und der Universität Jena. 1817 war er Gründungsvater der burschenschaftlichen Bewegung in Kiel, wo er Mitglied der Teutonia zu Kiel wurde. In Jena schloss er sich der Urburschenschaft an. Er nahm am Wartburgfest von 1817 teil.
Bekannt wurde er durch zwei seiner Lieder, nämlich Stoßt an! (1817) und Wir hatten gebauet ein stattliches Haus (1819). Das zweite Lied entstand zur Auflösung der Jenaer Burschenschaft und enthält die Zeile „Das Band ist zerschnitten / War Roth Schwarz und Gold“, in der erstmals die drei Farben der Burschenschaft schriftlich festgehalten wurden. Letzteres Lied wurde erst 1881 von Johannes Brahms als Trompeten-Thema in seiner Akademischen Festouvertüre verewigt.
Von Januar bis Ende Mai 1835 redigierte er die in Leipzig erscheinende Zeitung für die elegante Welt; nach ihm übernahm Gustav Kühne die Redaktion.
Als Journalist und Schriftsteller lebte und arbeitete v. Binzer in vielen deutschen Städten, unter anderem in Altenburg, Glücksburg (Ostsee), Flensburg, Leipzig, Köln und Augsburg. Er schrieb für Zeitungen, redigierte Enzyklopädien und veröffentlichte Erzählungen und Novellen.

## Familie
Binzer heiratete 1822 die Schriftstellerin Emilie Henriette Adelheid von Gerschau, die ihn um 21 Jahre überlebte. Nach ihr ist eine Straße in Linz benannt. Seine letzten Jahre verbrachte er in Linz und in Altaussee in der Steiermark. Aus der Ehe stammten mehrere Kinder, darunter der Schriftsteller und Maler Carl von Binzer.
Sein Neffe war der Musikkritiker und Komponist Alfred Julius Becher.

## Werke

Binzer im Stammbuch der Urburschenschaft

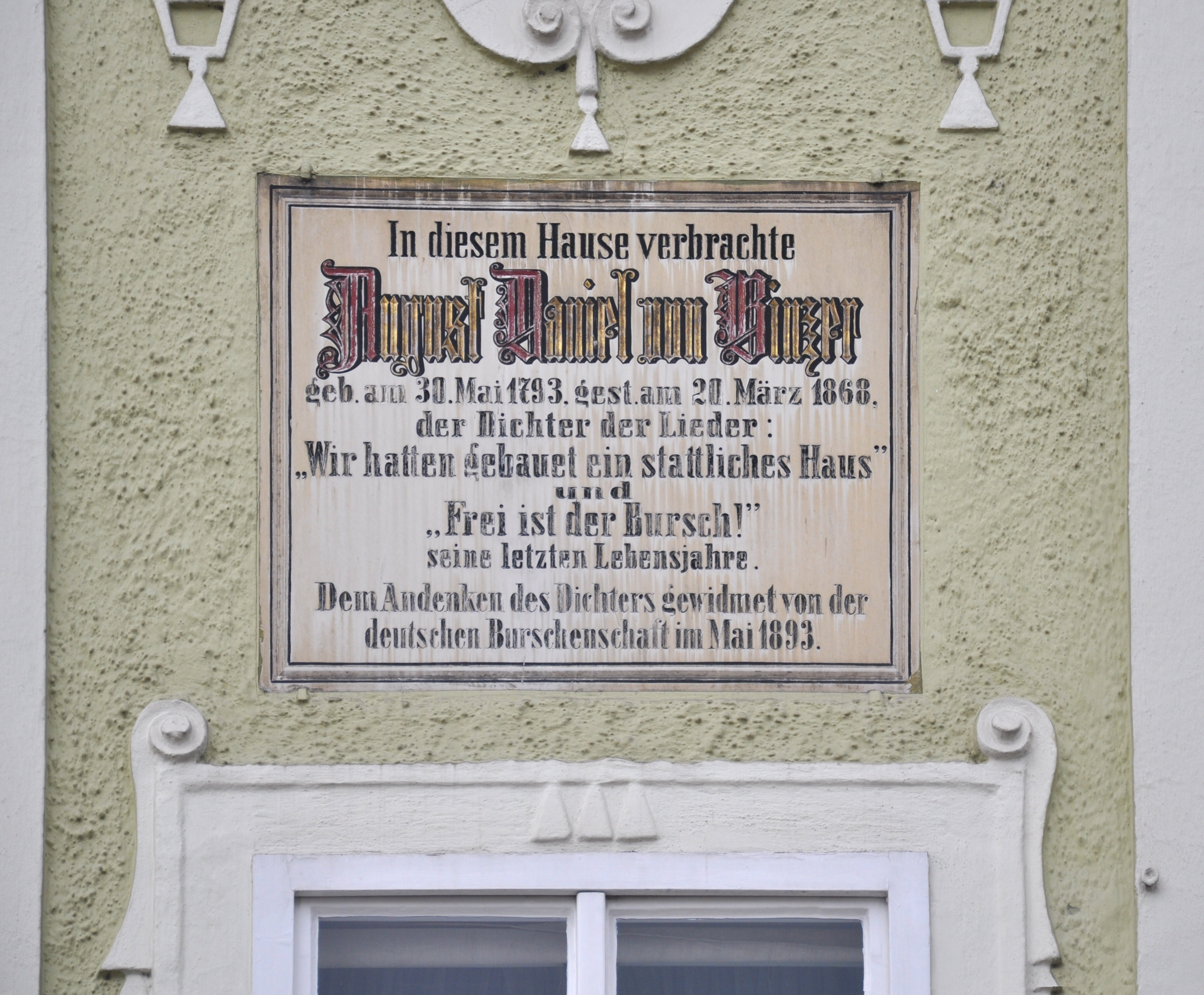
Gedenktafel in Linz

Venedig im Jahre 1844

- August von Binzer: Beitrag zur Beantwortung der Frage: Was kann zur allgemeinen Förderung des Wohlstandes gegenwärtig in Teutschland geschehen? 1820 (books-google.de).
- Bericht über die bei Legung des Grundsteins der deutschen Buchhändlerbörse in Leipzig am 26. Oktober 1834 stattgefundenen Feierlichkeiten. Leipzig 1834.
- Venedig im Jahre 1844. Wigand, Leipzig; Heckenast, Pesth 1845. (Digitalisat)

Erzählungen und Novellen
1. Band: Die Brüder. Focke, Leipzig 1836.
2. Band: Leonore. Die Auswanderer. Focke, Leipzig 1836.
3. Band: Schicksale der Fürstin Petrowna. Joanna. Focke, Leipzig 1836.

Herausgeber
- Benjamin Franklin: Leben und Schriften.
- Peter von Gerschau: Aus dem Leben des Freiherrn Heinrich Ludwig von Nicolay, weiland kaiserlich russischen Geheimraths.
- Conrad Friedrich von Schmidt-Phiseldek: Über die neuerlichen Aufregungen in den Herzogthümern Schleswig und Holstein.